# 焦散 (光学)

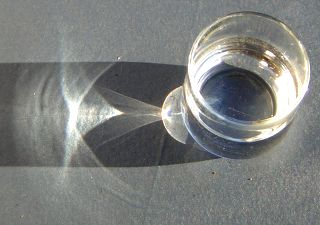
装满水的玻璃杯产生的焦散现象

光学中，焦散现象（caustic）是被弯曲的面或物体反射或折射后，出现光线的包络，或包络在另一面上的射影。焦散现象会形成焦散线或焦散面，每条光线都与之相切。如右图所示，可见明显的焦散线。这些形状通常有尖点。

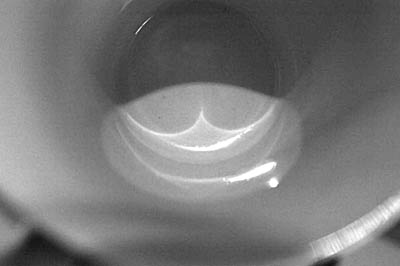
茶杯底部的肾形焦散线

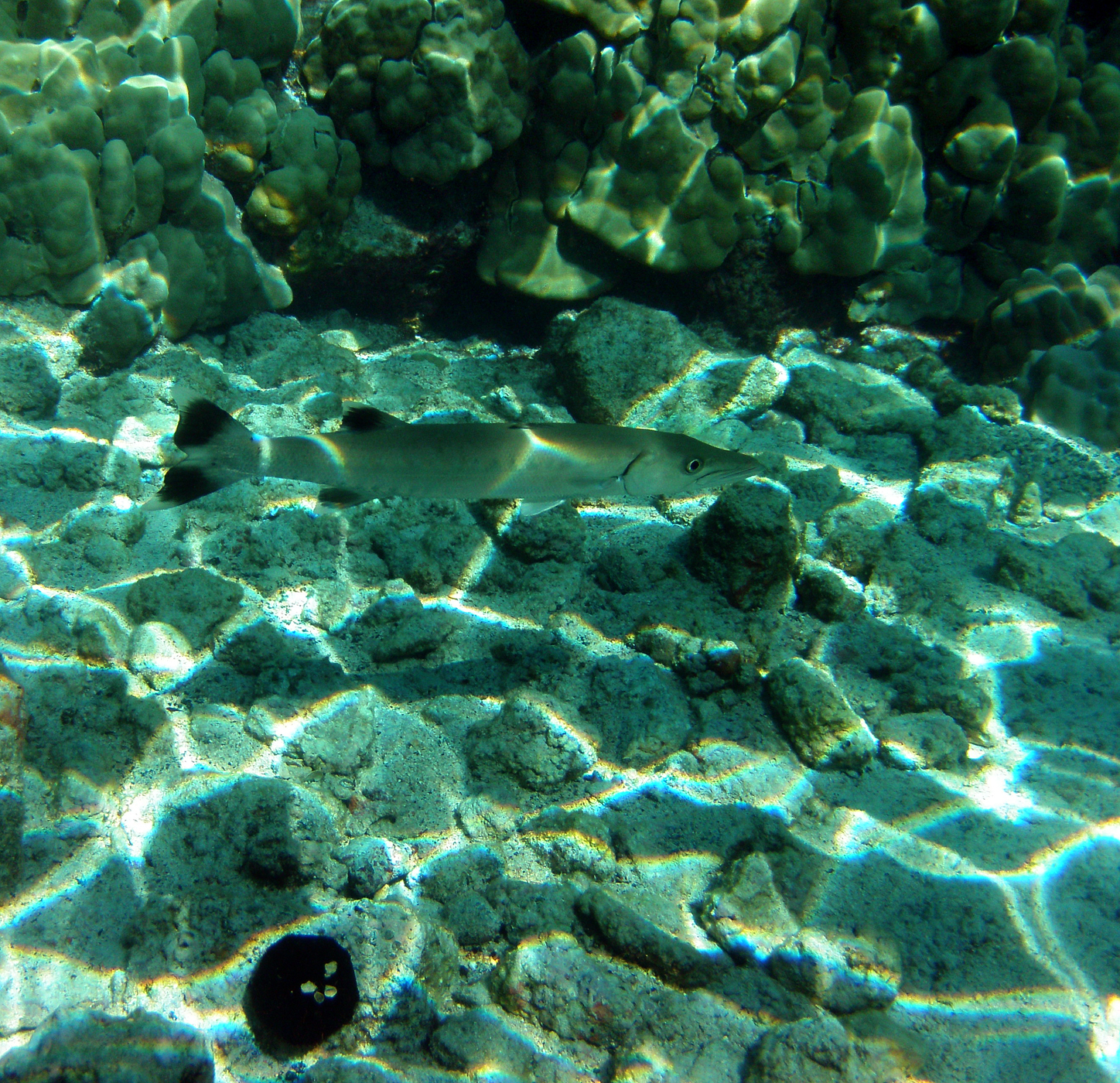
水面造成的焦散线

## 解释

射线经过非平面折射后，在许多光线交叉的地方会形成焦散线。

集中的光线（如阳光）会灼伤人。“焦散”（caustic）一词来自希腊语καυστός“烧焦”，途经拉丁语causticus“燃烧”。
光线照射在酒杯上时，就会出现焦散现象。玻璃杯会投射出阴影，也会产生弯曲的亮区。在理想情况下（包括平行光射入时）会产生肾形光斑。光线穿过波浪照射在水体上时，通常会形成波纹状的焦散线。
彩虹是人们熟悉的另一种焦散现象。雨滴对光的散射会使不同波长的光折射成半径不同的弧线，从而产生彩虹。

## 计算机制图
计算机图形学中，大多数现代渲染系统都支持焦散效果，其中有些甚至还支持立体焦散。这是通过光线追踪光束的可能路径，并考虑折射与反射实现的；光子映射是其中一种实现方式。立体焦散也可以由体积路径跟踪实现。一些计算机图形系统采用“正向光追”技术，将光子模拟为来自光源，按照规则在环境中反弹。在有足够光子照射到表面的区域，就会形成焦散，使其比平均区域更亮。“反向光追”则是以相反方式工作，从表面开始，确定是否有通向光源的路径。这里 （页面存档备份，存于）可见一些三维光追焦散的例子。
大多数计算机图形系统的重点在美学而非物理上精确，这在电脑游戏的实时渲染中尤为明显，游戏中大多使用预先算好的材质。

## 焦散工程
焦散工程描述的是解决计算机图形学中逆问题的过程。即，在给定图像的前提下，确定折射或反射光形成图像的表面。
在这问题的离散版本中，表面会被分为若干微表面，假定是光滑的，即每片微表面反射/折射的光线形成高斯焦散。这意味着，每个微表面都服从高斯分布。每块微表面的位置与方向由泊松积分与模拟退火相结合的方法得到。
解决连续问题的方法多种多样，如利用运输理论中所谓最优运输（optimal transport）的思想寻找入射光与目标表面之间的映射。获得这种映射后，利用斯涅尔定律反复调整，从而优化表面。

### 基于最优运输的焦散图案设计

#### 基本原理
控制焦散图案是相当具有挑战性的问题，因为表面的微小变化会严重影响图案质量：光线方向在与材料反射/折射时可能会受到其他光线的干扰。这将导致图案离散、不连续。为了解决这个问题，基于最优运输的方法是现有的建议方法之一，它可以在光线穿过某种透明材料表面传播时改变光线方向，从而控制焦散图案。给定物体/图案的参考图像，目标是描述光线折射通过的材料表面，并汇聚到参考图像的类似图案。具体方法是重新排列/重新计算初始光强，直到得到优化问题的最小值。

#### 设计管线
这里进考虑折射焦散，对象可按如下方式确定（不同输出的反射焦散也有类似原理）：
输入: 给定光源位置，灯光通过材料传播后获得的图案图像。
输出: 接收面（平坦的固体表面，例如：地板、墙壁等）上的焦散图形。
为实现目标图案，须将光线射向外部环境的表面加工成一定形状，以便在另一面实现所需的图案。
如上述，在输入图像的情况下，该过程将产生类似的焦散图案作为输出。原则上，有两个核心阶段，又分成两个子阶段：

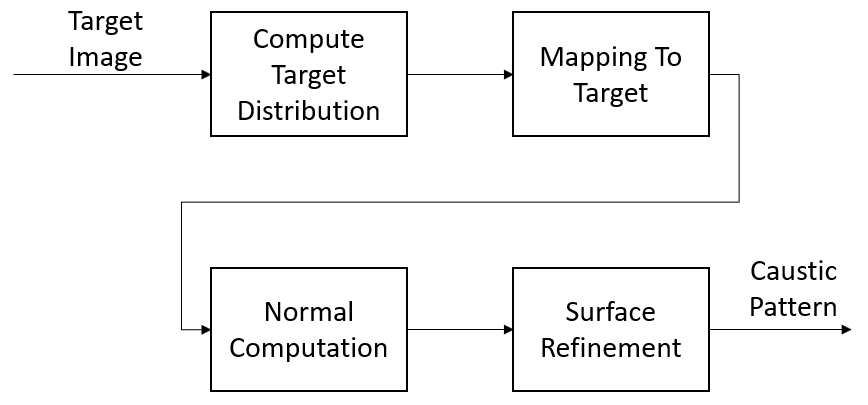
基于最优运输的焦散设计

- 基于最优运输的焦散设计解最优运输问题
  1. 计算目标光分布
  2. 计算从初始分布到目标分布的映射
- 优化目标表面
  1. 计算表面的法线表示
  2. 表面细化

#### 解最优运输问题
在透明表面发生折射的情况下，例如在清澈水面下出现的图案，可以观察到3种主要现象：
- 非常亮（凝聚光强）的点（所谓奇点）
- 连接各点的曲线状对象
- 光强度较低的区域

未进行计算，我们引入以下3个量来描述图案的几何特征：点奇异性{\displaystyle \Phi _{p}}（度量某些高度集中的点的光强）、线奇异性{\displaystyle \Phi _{c}}（度量某些较亮曲线附近的光强）、辐照度{\displaystyle \Phi _{I}}（测量某个光照不集中区域的强度）。把它们放在一起，下面的函数就定义了目标表面上某一部分Ω的总辐射功率{\displaystyle \Phi _{T}}：
{\displaystyle \Phi _{T}(\Omega )=\textstyle \sum _{i=1}^{N_{\delta }}\Phi _{p}^{i}(\Omega )+\sum _{j=1}^{N_{\gamma }}\Phi _{c}^{j}(\Omega )+\Phi _{I}(\Omega )\displaystyle }
这步之后，就有了两个辐射通量测量值，分别是辐射源{\displaystyle \Phi _{S}}（由初始化均匀分布）与目标{\displaystyle \Phi _{T}}（上一步计算）。剩下要计算的是从源到目标的映射。为此要先定义几个量，首先是两个由概率取值的光强：{\displaystyle \mu _{S}}（用{\displaystyle \Phi _{S}}除以{\displaystyle \Phi _{S},\ \Phi _{T}}之间联合区域的通量）、{\displaystyle \mu _{T}}（用{\displaystyle \Phi _{T}}除以{\displaystyle \Phi _{S},\ \Phi _{T}}之间联合区域的通量）。其次，由多个点{\displaystyle s_{i}\in (\Phi _{S}\cup \Phi _{T})}生成原网格，之后再变形。接着，在这组点{\displaystyle s_{i}}上定义power图{\displaystyle P_{w}}（一组power元{\displaystyle C_{i}^{w}}），由权向量{\displaystyle \omega }加权。最后，我们的目标是决定要移动哪些power元。考虑面上所有{\displaystyle x}个顶点，找到以下凸函数的最小值{\displaystyle \omega _{min}}，就可得到目标的匹配power图：
{\displaystyle f(\omega )=\sum _{s_{i}\in S}(\omega _{i}.\mu _{S}(C_{i}^{0})-\int \limits _{C_{i}^{\omega }}(\|x-s_{i}\|^{2}-\omega _{i})d\mu _{T}(x))}

#### 优化目标面

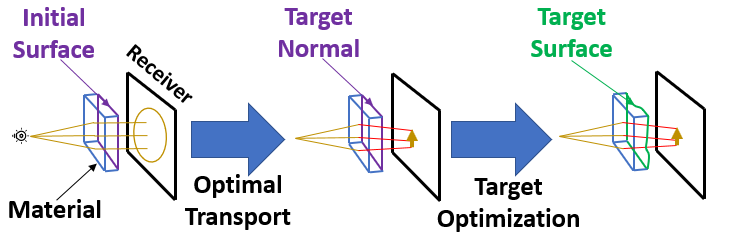
计算过程

在解出最优运输问题后，就得到了顶点。不过，这并没有提供最终表面形状的信息。给定入射光{\displaystyle d_{I}}、出射光{\displaystyle d_{O}}及上一步所得的power图，根据斯涅尔定律可算出曲面法线：
{\displaystyle n=d_{I}+{\eta x \over \lVert d_{I}+\eta d_{T}\rVert }=d_{I}+{\eta x \over \lVert d_{I}+\eta {(x_{R}-x) \over ||x_{R}-x||}\rVert }}
其中
{\displaystyle \eta }：折射系数
{\displaystyle x_{R}}：解上述最优运输问题所得目标位置
得到法线表示后，通过最小化以下复合能量函数，实现表面细化：
{\displaystyle {\underset {x}{\operatorname {arg\,max} }}\,\omega \,\cdot [E_{int},\,E_{dir},\,E_{flux},\,E_{reg},\,E_{bar}]}
其中
{\displaystyle E_{int}=\sum _{v\in M_{T}}\lVert n_{o}-n\rVert _{2}^{2}}是将最优运输所得顶点法线{\displaystyle n_{o}}与斯涅尔定律计算所得目标法线{\displaystyle n}对齐，所得的积分能量。
{\displaystyle E_{dir}=\sum _{v\in M_{T}}\lVert x-{\textbf {proj}}_{(x_{S},\,d_{I})}(x)\rVert _{2}^{2}}：最优传输所得网格无法适应不连续面的尖点，这一项用于惩罚这种点，使其不会随入射光发生显著变化。
{\displaystyle E_{flux}=\sum _{t\in M_{T}}\lVert \Phi _{T}(t)-\Phi _{S}(t_{s})\rVert _{2}^{2}}是经过网格中三角形{\displaystyle t}的能量通量。
{\displaystyle E_{reg}=\lVert {\textbf {L}}{\textbf {X}}\rVert _{2}^{2}}是使三角形形状规则化、保持形状良好的能量。
{\displaystyle E_{bar}=\sum _{v\in M_{T}}\lVert max(0,-log((1-n_{R}.(x-x_{R}))+d_{TH})\rVert ^{2}}是屏障能量，用于确保曲面变形不会超过一定距离的阈值{\displaystyle d_{TH}}。

### 可变逆渲染焦散图样设计

#### 基本原理
逆图形学是一种观察图像数据、推断所有可能属性（如三维几何、光照、材料与运动）生成逼真图像的方法。传统计算机图形学中，为使图像具有理想的外观和效果，要赋予图像所有相关属性/特征，这可以说是前向方法；而在焦散设计中，物体（尤其材料表面）的性质并不平凡。给定约束条件就是要获得的目标图像。因此，目标是通过观察、推断目标图像，以获得其性质。这可以视作反向方法。
下面是基本损失函数，解释了如何优化参数：
{\displaystyle L(c)=\lVert f(c)-I\rVert ^{2}}
其中
{\displaystyle L(c)}：损失函数，渲染图像与目标的均方误差
c：包含可能影响生成图像的元素
I：目标图像

#### 管线设计

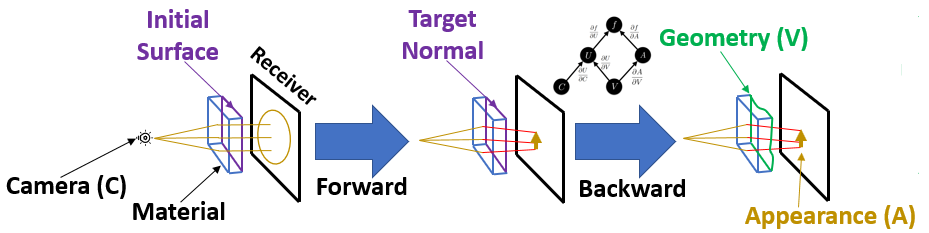
可变逆渲染焦散设计

首先，设计目标图案并计算前向传递，得到合成图样。然后与目标图案比较，得到损失。
这是让合成图案尽可能与目标图案相似。然后进行反向传播，以获得焦散制造中所需的优化属性。

#### 生成图像的元素
- 外观（Appearance，{\displaystyle A}）：像素表面外观建模为MipMap纹理与像素亮度之积。
- 几何（Vertices，{\displaystyle V}）：假定三维场景由三角形近似，参数为顶点{\displaystyle V}。
- 摄像机（Camera，{\displaystyle C}）：焦距、视点、摄像机中心。

还可以有更多元素，如反照率、折射率之类。

#### 一般可变框架
引入U为中间变量，表示2维投影的顶点坐标。这些属性的梯度可从链式法则推导出：
{\displaystyle {\frac {\partial f}{\partial V}}={\frac {\partial f}{\partial U}}\times {\frac {\partial U}{\partial V}}}
{\displaystyle {\frac {\partial f}{\partial V}}={\frac {\partial f}{\partial A}}\times {\frac {\partial A}{\partial V}}}
{\displaystyle {\frac {\partial f}{\partial C}}={\frac {\partial f}{\partial U}}\times {\frac {\partial U}{\partial C}}}
应用随机梯度下降后，可得最优的{\displaystyle A,\ V,\ C}。随后，这些量将用于雕刻或铣削材料，以生成目标图案。

#### 方法
一种常见方法是利用各种深度学习自动微分框架/库（如TensorFlow、PyTorch、Theano）中执行微分运算的能力。
还有一种方法是用OpenDR框架建立前向图形模型，并自动获取模型参数的导数，以进行优化。在获得优化属性后，就可以生成目标图像。OpenDR提供的局部优化方法可纳入概率编程框架，可以解决焦散问题。

### 制造

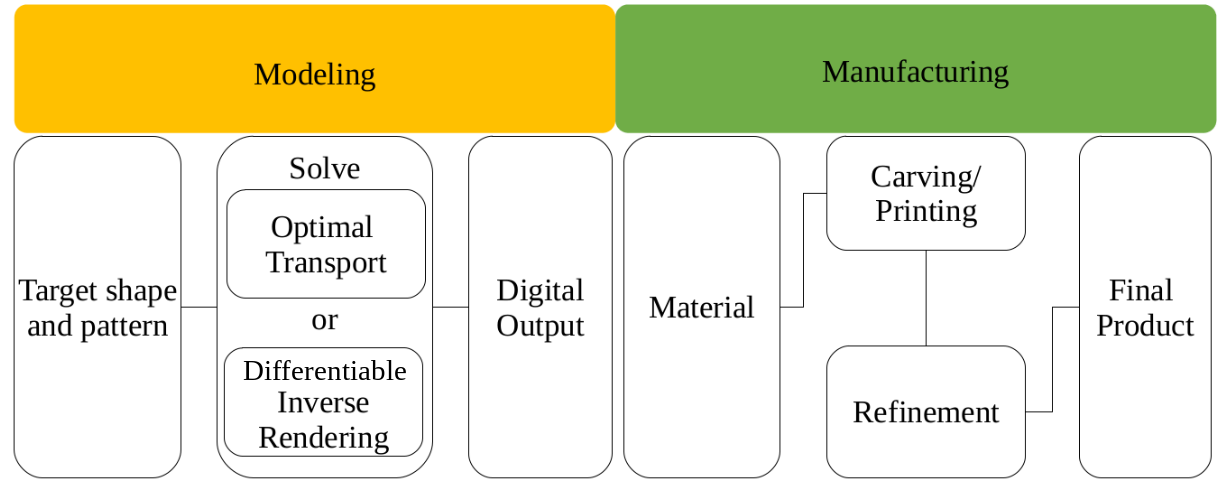
设计与制造过程

计算设计出焦散图样后，处理过的数据将用作机械加工。
根据所需质量、制造所需工作量和可用的制造方法，可以用各种材料。
- 常见折射材料：亚克力、聚碳酸酯、聚乙烯、玻璃、钻石

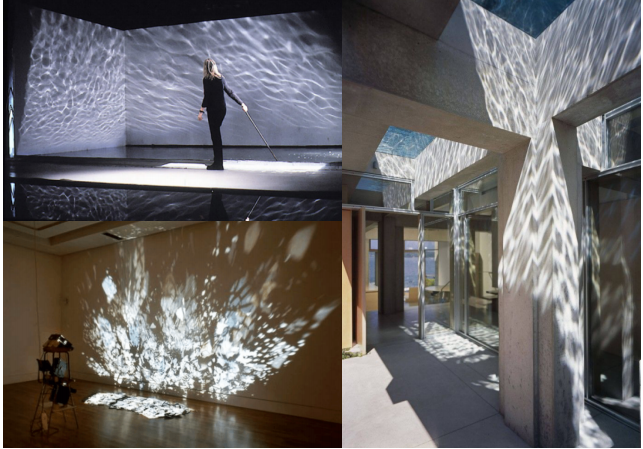
Architecture

- 常见反射材料：钢、铁、铝、金、银、钛、镍

焦散图样设计有很多应用，如
- 灯具
- 珠宝
- 建筑
- 装饰玻璃生产

## 阅读更多
- Ferraro, Pietro. . The Physics Teacher. 1996, 34 (9): 572–573. Bibcode:1996PhTea..34..572F. doi:10.1119/1.2344572.
- Dachsbacher, Carsten; Liktor, Gábor. . Symposium on Interactive 3D Graphics and Games (ACM). February 2011: 47–54.